# شهرك مجلسي
شهرك مجلسي هي قرية في مقاطعة مباركة، إيران. عدد سكان هذه القرية هو 2,659 في سنة 2006.